# Ulica Pułkownika Stanisława Dąbka w Elblągu
Ulica Pułkownika Stanisława Dąbka w Elblągu – ulica dzielnicy Na Stoku w Elblągu. Jedna z ważniejszych arterii komunikacyjnych miasta.

## Nazwa
Początkowo Angerstrasse, od końca XIX wieku do 1945 Hochstrasse (Wysoka), od 1945 do 1947 Wysoka, od 1947 obecna nazwa.
Patron Stanisław Dąbek – pułkownik piechoty Wojska Polskiego, dowódca Morskiej Brygady Obrony Narodowej i p.o. dowódcy Lądowej Obrony Wybrzeża podczas kampanii wrześniowej; pośmiertnie awansowany na stopień generała brygady.

## Przebieg
Rozpoczyna się od placu Kazimierza Jagiellończyka. Krzyżuje się z takimi ulicami jak: Pionierska, Brzeska, Józefa Piłsudskiego, Obrońców Pokoju, Niepodległości, Aleją Odrodzenia, Ogólną i bardzo dużą liczbą mniejszych uliczek. Kończy się w okolicach dzielnicy Modrzewina.
Do 2,5 km od ul. 12 Lutego jest czteropasmowa, z pasem zieleni i torami tramwajowymi pośrodku, pomiędzy jezdniami. Dalej (przy skrzyżowaniu z Ogólną) przechodzi w ulicę dwupasmową. Drugi pas jezdni wybudowano w latach 1988–1992.

## Ważniejsze obiekty
- Plac Kazimierza Jagiellończyka
- Sąd Rejonowy w Elblągu
- Centrum Handlowe Ogrody